# Running on Empty (singolo)
Running on Empty è una canzone del musicista statunitense rock Jackson Browne, title track del suo album dal vivo del 1977. Registrata durante il concerto del 27 agosto tenutosi al Merriweather Post Pavilion in Columbia, fu pubblicata come singolo nel 1978, arrivò al numero 11 della Billboard Hot 100 rimanendoci per diciassette settimane consecutive per poi calare al 72 l'11 febbraio. Fu la terza hit del musicista nella sua carriera (concorrendo solo con Doctor My Eyes e Somebody's Baby), e uno dei suoi pezzi più suonati nelle radio. 
Si trova al posto 496 della classifica delle 500 migliori canzoni della storia redatta dalla rivista inglese Rolling Stone.

## Storia
A Browne venne l'ispirazione per la canzone mentre si stava dirigendo in macchina verso lo studio di registrazione durante il periodo di incisione di The Pretender, come confermò alla Rolling Stone: «Guidavo sempre senza benzina in macchina. Non mi sono mai preso la briga di riempire il serbatoio, perché - quanto era lontano dopotutto? Era a pochi isolati di distanza.»

## Analisi
Running on Empty sembra raccontare la vita quotidiana di un musicista on the road e gli effetti che essa potrebbe provocargli nella sua vita. Questo tema è in stretta connessione con quello dell'album, come lo si può vedere nel testo:
Looking out at the road rushing under my wheels —
Looking back at the years gone by like so many summer fields.
In '65 I was seventeen and running up 101
I don't know where I'm running now, I'm just running on ...
che in italiano è pressappoco:
Guardo fuori la strada scorrere sotto le mie ruote —
Do un'occhiata agli anni passati come tanti campi estivi
Nel '65 avevo diciassette anni e correvo nella 101
Non so dove sto andando ora, sto solo andando su ...
Il brano parte in modo immediato e propulsivo, presentando subito la melodia principale affidata ad un pianoforte e ad una lap steel guitar suonata da David Lindley. Dopo i versi sopra citati, entra il ritornello, in cui Jackson è accompagnato da un coro fatto da Rosemary Butler e Doug Haywood.
Dopo il testo continua, continuando a presentare gli anni che scorrono:
In '69 I was twenty-one and I called the road my own
I don't know when that road turned onto the road I'm on.
ovvero:
Nel '69 avevo ventun'anni e chiamavo la strada la mia
Non so se quella strada imboccò la strada che ho dentro.
Lo scrittore di Rolling Stone Paul Nelson vide che Running on Empty presenta una forte persistenza della "dualità perdere/vincere", "l'incubo dei sognatori":
You know I don't even know what I'm hoping to find ...
Running into the sun, but I'm running behind.
quindi:
Sai anche che non so cosa spero di trovare ...
Corro nel sole, ma sto correndo dietro.

## Dal vivo
Running on Empty diventò uno dei perni fissi dei concerti dal vivo di Jackson Browne, eseguito lo spesso delle volte insieme a Bruce Springsteen.

## Usi
- La canzone è udibile nel film del 1994 "Forrest Gump" durante la celebre scena che ritrae il protagonista Forrest che attraverso gli Stati Uniti.
- Nell'agosto del 2008, Browne citò in giudizio il candidato per la presidenza John McCain del Partito Repubblicano dell'Ohio insieme al Comitato Nazionale Repubblicano per l'uso non autorizzato del brano in uno spot televisivo che prendeva in giro la politica energica di Barack Obama.[6]

Il caso finì in un accordo stragiudiziale per una somma non rivelata nel luglio 2009, accompagnata anche dalle scuse fatte dalla campagna di McCain dal Partito Repubblicano dell'Ohio e dal Comitato Nazionale Repubblicano. Il musicista disse: «Sono molto contento che abbiamo ottenuto questa dichiarazione da loro. È bello avere affermato che questi [il copyright e il suo uso] siano leggi valide. Ho avuto un'idea di come le mie canzoni siano protette e come il denaro venga raccolto e come fare una vita come musicista che funziona per tutta la mia carriera, ed è giusto averlo affermato e sapere che abbiamo assolutamente ragione.»
- La composizione appare nell'episodio della serie della CBS "Swingtown", anche se in modo alquanto anacronistico dato che la puntata è ambientata nell'estate del 1976.

## Classifiche
| Classifica (1978)      | Posizione |
| ---------------------- | --------- |
| U.S. Billboard Hot 100 | 11        |